# Fred Tatasciore
Frederick Tatasciore, simplement dit Fred Tatasciore, né le 13 juin 1967, est un acteur américain.

## Biographie
En 2007, il prête sa voix à l'antagoniste Saren dans le premier volet de la trilogie vidéoludique Mass Effect. Le décrivant comme « quelqu'un qui aurait pu être le bon gars », il explique que c'est le « premier personnage de jeu vidéo que j'ai joué avec ce genre de complexité où je ne pouvais pas vraiment le qualifier de méchant [...] il avait définitivement un point de vue et devait le jouer de la meilleure façon possible et de deux manières possibles à la fin de la partie. D'une certaine manière, il se rend compte qu'il est trop tard, avec la grande phrase : "La soumission n'est-elle pas préférable à l'extinction ?" »,.
En 2021, il prête sa voix à Captain Atom dans le film Injustice et retrouve le personnage de Solomon Grundy dans le film  Batman: The Long Halloween, deux productions DC Comics. À partir de cette année, il prête également sa voix au rôle titre de la série d'animation Hit-Monkey d'après les comics de Marvel Comics.
Entre 2021 et 2024, il participe à la série d'animation What If...?, dans laquelle il remplace les acteurs Vin Diesel, Dave Bautista, Ray Stevenson et Michael James Shaw (en) dans les rôles de Groot, Drax le Destructeur, Volstagg et Corvus Glaive,,,.

## Filmographie

### Films
- 1983 : Le Marin des mers de Chine ('A' gai waak) (voix)
- 1995 : Gei ba ba de xin (voix)
- 1999 : Foolish : Sammy Davis (voix)
- 2019 : Pokémon : Détective Pikachu de Rob Letterman : voix additionnelles (voix)
- 2021 : Space Jam : Nouvelle ère (Space Jam: A New Legacy) de ? : Taz (voix, rôle partagé avec Jim Cummings)

### Films et courts-métrages d'animation
- 1992 : Performance Art: Starring Chainsaw Bob
- 1999 : American Civ. -1 : Grandpa
- 2002 : Backstage with Little Lorenzo : Little Lorenzo; 'Mom'
- 2003 : Little Lorenzo Gets Rescued! : Little Lorenzo
- 2004 : Team America, police du monde (Team America: World Police) : Samuel L. Jackson
- 2005 : Family Guy Presents: Stewie Griffin - The Untold Story (vidéo)
- 2006 : Georges le petit curieux : Voix additionnelles
- 2006 : Ultimate Avengers (vidéo) : The Hulk / Voix additionnelles
- 2006 : The Wild : Voix additionnelles
- 2007 : TMNT : Les Tortues Ninja (TMNT) : le Général Gato
- 2009 : Super Garfield : Billy Bear, Waldo et Éric
- 2009 : Hulk Vs (animation) : Hulk
- 2009 : Numéro 9 : 8
- 2013 : Iron Man and Hulk: Heroes United : The Hulk
- 2014 : Le Fils de Batman : Killer Croc
- 2017 : DC Super Hero Girls : Jeux intergalactiques : Brainiac / Kryptomites
- 2018 : DC Super Hero Girls : Les Légendes de l'Atlantide : Burly Man
- 2020 : Scooby ! (Scoob!) de Tony Cervone : Cerberus
- 2021 : Batman: The Long Halloween de Chris Palmer : Solomon Grundy
- 2021 : Injustice de Matt Peters Captain Atom

### Télévision
- 2001 : Invader Zim : Voix additionnelles
- 2001 : Constant Payne (TV) : Welton Payne
- 2003 : Star Wars: Clone Wars : Qui-Gon Jinn / Oppo Rancisis
- 2010 : La Ligue des justiciers : Nouvelle Génération (Young Justice) : Slade Wilson / Deathstroke (2e voix), Metamorpho et Ubu
- 2017- : Spider-Man : Max Modell (en)
- 2018 : Love, Death & Robots : Flynn  (Volume 1 - Un vieux Démon)
- 2021-2024 : What If...? : Groot, Drax le Destructeur, Volstagg, Corvus Glaive et voix additionnelles (10 épisodes - en cours)
- depuis 2021 : Hit-Monkey : Hit-Monkey (20 épisodes - en cours)
- 2024 : Skeleton Crew : Brutus (voix)

## Jeux vidéo
- 2006 : Gears of War : Damon Baird
- 2007 : Mass Effect : Saren Arterius
- 2007 : Assassin's Creed : Abu'l-Nuqoud et Jubaïr Al Hakim
- 2008 : No More Heroes : Randal Lokilov
- 2008 : Gears of War 2 : Damon Baird
- 2008 : La Légende de Spyro : Naissance d'un dragon : Meadow
- 2008 : Metal Gear Solid 4: Guns of the Patriots : Acteurs
- 2009 : Batman: Arkham Asylum : Bane
- 2010 : Transformers : La Guerre pour Cybertron : Megatron, Ratchet, Omega Supreme, Trypticon, Motormaster
- 2010 : Tron: Evolution Kevinn Flynn et Clu
- 2010 : Fallout: New Vegas : Tabitha et Rhonda
- 2011 : Transformers : La Face Cachée de la Lune : Megatron, Ratchet, Bumblebee, Sideswipe
- 2011 : Batman: Arkham City : Bane et Solomon Grundy
- 2012 : Transformers : La Chute de Cybertron : Megatron, Ratchet, Metroplex
- 2012 : Call Of Duty : Black ops 2 : Nikolai Belinski
- 2012 : Kid Icarus: Uprising : Voice Magnus
- 2013 : Gears of War: Judgment : Damon Baird
- 2014 : Transformers : Rise of the Dark Spark : Megatron, Ratchet
- 2015 : Battlefield Hardline
- 2015 : Call Of Duty : Black ops 3 : Nikolai Belinski
- 2016 : Overwatch : Soldat : 76 (Soldier: 76 en V.O)
- 2016 : Titanfall 2 : pilote de BT-7274 (Tai Lastimosa)
- 2016 : Gears of War 4 : Damon Baird
- 2019 : Gears 5 : Damon Baird